# A29高速公路 (義大利)

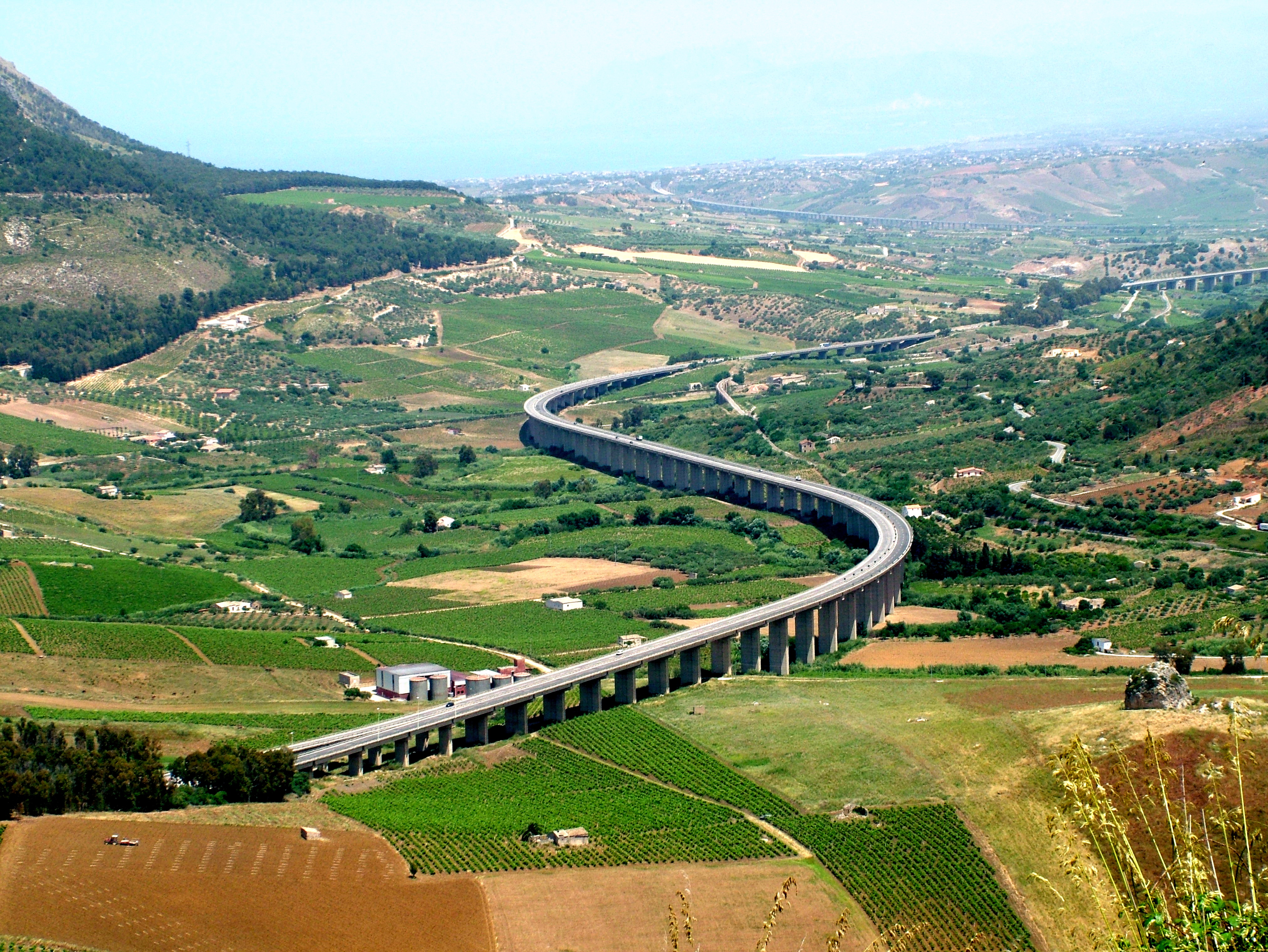
瑟傑斯塔附近的高架橋

A29高速公路（義大利語：Autostrada 29）是義大利一條高速公路，由西西里首府巴勒莫起，往南至馬扎拉-德爾瓦諾，全長114.8公里。另有支線通往特拉帕尼（長36.9公里）和馬爾薩拉（長13.1公里，又稱鹽之路（Autostrada del Sale）。
1971年8月30日開始動工，1978年通車。是歐洲E90、E931和E933公路的一部份。